# ChocQuibTown
ChocQuibTown (parfois écrit Choc Quib Town) est un groupe colombien qui fusionne plusieurs genres musicaux. Leur son fusionne notamment le hip-hop, le funk, le reggae et des éléments de musique électronique pour produire des rythmes élaborés, ainsi que des rythmes latino-américains, tels que la salsa.
Bien que le groupe se soit formé à Cali, ses membres sont originaires du département colombien de Chocó. Le groupe se compose de Carlos « Tostao » Valencia (rap), Gloria « Goyo » Martínez (chant et rap), et Miguel « Slow » Martínez (production et rap). Quelque temps après sa formation, le ChocQuibTown s'est installé à Bogota et a gagné en popularité en se produisant dans les bars de la ville.
Les deux premiers albums du groupe, Somos Pacífico (2006) et Oro (2010), ont été soutenus par les simples « Somos Pacífico » et « De Donde Vengo Yo », cette dernière chanson ayant été récompensée par un Latin Grammy en 2011. On connait aussi le groupe pour la chanson « Pescao envenenao » (2006), parue sur Somos Pacífico. Son troisième album, Eso Es Lo Que Hay (2011), a connu un nouveau succès, avec le simple « Hasta el Techo ». Il est suivi par El Mismo (2015) et Sin Miedo (2018).